# Biblioteca nazionale del Mozambico
La biblioteca nazionale del Mozambico (Biblioteca Nacional de Moçambique in portoghese) si trova a Maputo, la capitale del paese. La sede è in un edificio precedentemente usato come Ufficio delle Finanze del Mozambico portoghese. Disegnato dall'architetto Mario Veiga nel 1904, si trova su viale 25 settembre e divenne la sede della biblioteca municipale nel 1961.
La biblioteca è anche il centro per il deposito legale del Mozambico.